# آب‌انبار صفی‌آباد
آب‌انبار صفی آباد مربوط به دوره افشار - دوره قاجار است و در شهرستان اسفراین، بخش بام وصفی آباد، مرکز شهر صفی آباد واقع شده و این اثر در تاریخ ۲۲ آبان ۱۳۸۶ با شمارهٔ ثبت ۱۹۹۸۵ به‌عنوان یکی از آثار ملی ایران به ثبت رسیده است.

## مرمت
آب‌انبار صفی آباد در سال ۱۳۴۴ شمسی توسط حاج عبدالله ارغیانی مرمت شده است. در شعری نیز که بر سنگی بر سر درب ورودی آب‌انبار آویزان بوده است سابق بر این نوشته شده است که این آب‌انبار توسط صفی‌خان بغایری حاکم بام و صفی‌آباد بنا شده است.

## آب‌انبار در ادبیات
| صفی خان بغایری کرد بنیاد     |  | دهی نامش صفی آباد بنیاد            |
| دوآب‌انباردر ده او پی انداخت  |  | یکی بیرون یکی دراندرونساخت         |
| که از این هر دو آب‌انبار عالی |  | ببردند بهره مردم چند سالی          |
| یکی مخروبه و متروکه گردید    |  | دگر ویرانه جای غوک و قورباغه گردید |
| مرا افسوس در دل بد به دوران  |  | که گردد زنده آثار بزرگان           |
| یک آب‌انبار از آن آباد مردم   |  | روان خان صفی را شاد کردم           |
| اگر تاریخ این گفتار پرسی     |  | هزارو سیصد و چهل چهار شمسی         |
| کنم این گفته‌ها رانقش بر سنگ  |  | کنم بر چهره آب‌انبار آونگ           |